# アルバ・トーレンス
アルバ・トーレンス・サロム（スペイン語: Alba Torrens Salom、1989年8月30日 - ）は、スペインの女子プロバスケットボール選手である。ポジションはスモールフォワード。ロシアリーグのUMMCエカテリンブルク所属。

## ナショナルチーム
19歳の時にスペイン代表に初選出され北京オリンピックに出場。

## キャリア・受賞歴
スペイン代表
- ユーロバスケット: 2013、2017

クラブ
- 女子ユーロリーグ: 2010–11、2013–14、2015–16
- スペインリーグ: 2010–11
- スペインスーパーカップ: 2010
- ターキッシュカップ: 2011–12, 2012–13, 2013–14

個人
- FIBA Europe Young Women's Player of the Year Award: 2009
- FIBA Europe Women's Player of the Year: 2011、2014[1]
- 女子ユーロリーグファイナルフォーMVP: 2011、2014[2]
- 女子ユーロバスケットMVP: 2017[3]